# Sinan Güler

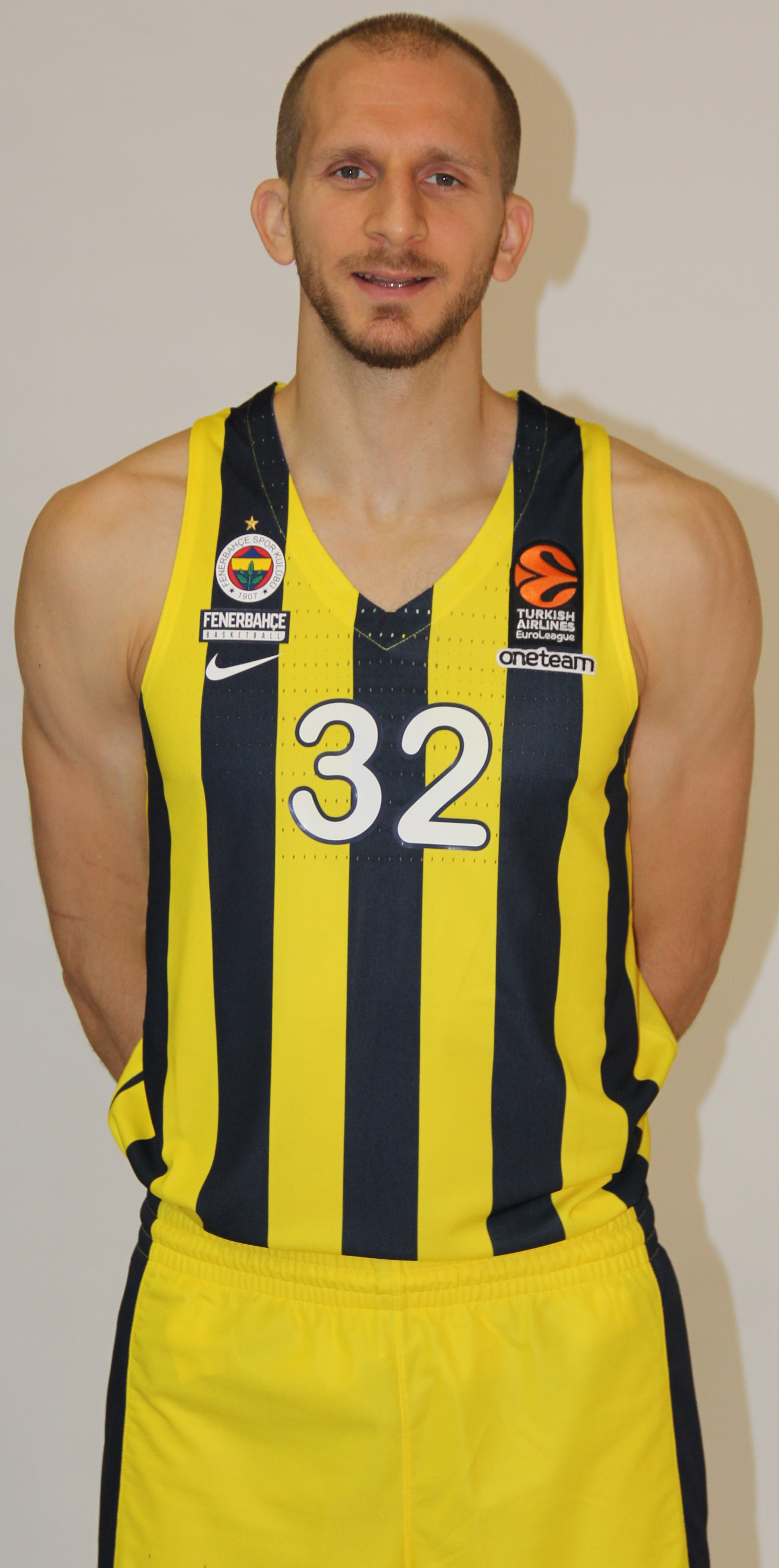

Sinan Güler (İstanbul, 8 de novembro de 1983) é um basquetebolista profissional turco, atualmente joga no Galatasaray Odeabank.